# Münchner Haus
Das Münchner Haus ist eine Alpenvereinshütte der Kategorie II der Sektion München des Deutschen Alpenvereins. Die Hütte liegt am Westgipfel der Zugspitze auf einer Höhe von 2959 m ü. NHN und ist somit das höchstgelegene Schutzhaus in den deutschen Alpen.

## Geschichte

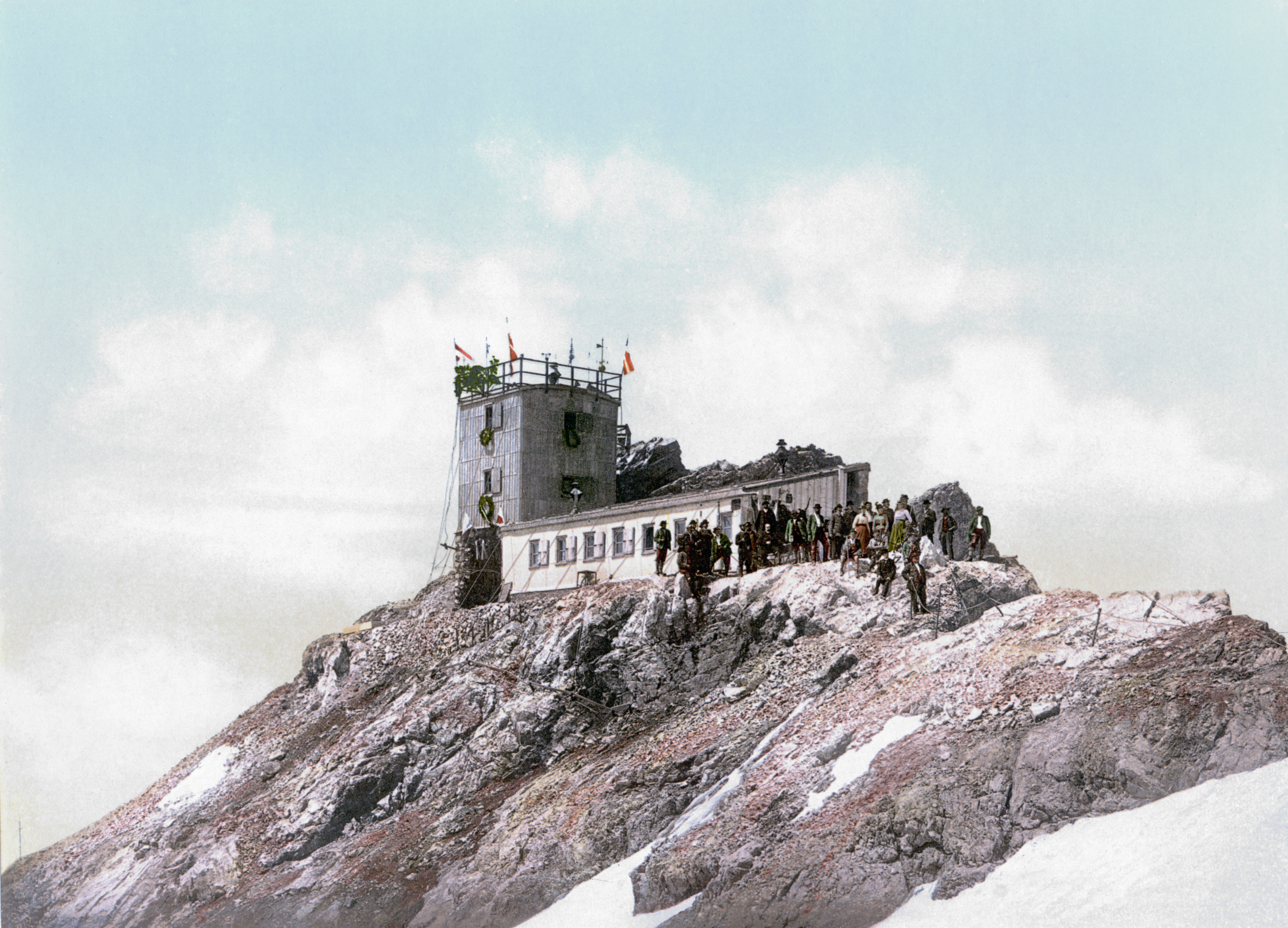
Zugspitzgipfel am 19. Juli 1900 mit dem Münchner Haus und der „Meteorologischen Hochstation“

Die Grundsteinlegung für das Münchner Haus fand 1894 statt. Der Bau war sehr umstritten und führte zu einem Zerwürfnis innerhalb der Sektion München des DuOeAV, dessen Resultat die Gründung der Sektion Bayerland des DuOeAV war. Drei Jahre später feierte der Alpenverein am 19. September 1897 die Eröffnung. Der Kostenvoranschlag von 37.070 Mark wurde um 700 Mark unterschritten. Am 19. Juli 1900 wurde die meteorologische Station mit ihrem markanten Turm eingeweiht. Der erste Meteorologe auf der Zugspitze war Josef Enzensperger, der 1900/1901 erstmals alleine überwinterte.
1973 stand das Gebäude kurz vor dem Abriss, als die Bundespost Platz für weitere Funkanlagen benötigte. Das Gebäude mit seinem einfachen Matratzenlager galt damals nicht mehr als zeitgemäß und sollte dem technischen Fortschritt weichen, der Deutsche Alpenverein hatte sich darüber bereits mit der Bundespost geeinigt. Der Abbruch sollte im Herbst 1973 beginnen, der Deutsche Alpenverein sollte im Gegenzug in einem bis 1975 neu errichteten 5-stöckigen Gebäude der Bundespost zwei Restaurants und 22 Betten erhalten.
Das Münchner Haus verfügt seit Anfang 2012 über die höchstgelegene Photovoltaikanlage in Deutschland. 58 Solarmodule produzieren an einer Fassade und auf dem Dach des Münchner Hauses Solarstrom.
Außerdem befindet sich am Münchner Haus der höchstgelegene Postbriefkasten Deutschlands.
Seit der Saison 2024 ist der gastronomische Betrieb des Münchner Hauses an die Brauerei Hacker-Pschorr verpachtet. Die Verantwortung für den Übernachtungsbereich liegt weiterhin bei der Sektion München, in Zusammenarbeit mit den Pächtern. Das Pachtverhältnis besteht seit 1925 durchgehend mit der Familie Barth, seit 2024 in vierter Generation.

## Zustiege
Die Hütte ist erreichbar mit Hilfe der Bergbahnen vom Zugspitzplatt, vom Eibsee und von Ehrwald in Österreich aus. Zu Fuß erreichbar ist das Münchner Haus über die üblichen Aufstiegswege auf die Zugspitze.

## Tourenmöglichkeiten
Aufgrund der exponierten Gipfellage finden Wanderer ein nur sehr eingeschränktes Betätigungsfeld vor: Neben den auch teilweise für Wanderer geeigneten Aufstiegsrouten auf den Zugspitzgipfel bietet sich der kurze, leicht ausgesetzte Steig zum eigentlichen Gipfelkreuz auf dem Ostgipfel an.
Für ambitionierte Bergsteiger bietet der Jubiläumsgrat, der zwischen Zugspitze und Alpspitze verläuft, eine interessante Klettertour.